# Sargon Abraham
Sargon Abraham (Skövde, 7 febbraio 1991) è un calciatore e giocatore di calcio a 5 svedese, attaccante dello Skövde AIK.

## Biografia
Proviene da una famiglia di discendenza assira. Suo zio Charbel Abraham ha vinto cinque titoli nazionali di calcio a 5 con lo Skövde AIK ed è stato CT della Nazionale svedese di calcio a 5 dal 2014 al 2017, allenando nel frattempo anche nel calcio a 11. Suo cugino Hanna Abraham ha all'attivo decine di presenze nella Nazionale di calcio a 5, ma è anche attivo nelle serie minori svedesi di calcio a 11. Suo fratello minore Elmar Abraham è anch'egli un calciatore.

## Carriera
La prima parte della sua carriera si è divisa tra calcio e calcio a 5. Il 30 settembre 2009 con la maglia dello Skövde AIK di calcio a 5 ha debuttato in Coppa UEFA.
Per quanto riguarda il calcio a 11, dopo aver giocato nella quinta e sesta serie nazionale con l'IFK Skövde, Sargon Abraham è salito di livello con il passaggio all'altra squadra cittadina, lo Skövde AIK, guidato in panchina dallo zio Charbel: qui ha disputato il campionato di Division 1 nel 2014 in una stagione culminata con la retrocessione, ma i suoi 22 gol nel campionato di Division 2 del 2016 hanno contribuito a far risalire il club in terza serie.
In vista della stagione 2017, Abraham è stato acquistato dal Degerfors, squadra militante nel campionato di Superettan che lo ha ingaggiato con un contratto biennale. Complice il passaggio nella seconda serie nazionale, il giocatore ha deciso di lasciare il calcio a 5 nei mesi invernali per dedicarsi completamente al calcio a 11. Durante la Superettan 2017 ha giocato 30 partite e realizzato 12 reti, chiudendo al quinto posto nella classifica cannonieri del campionato. Ha iniziato poi la Superettan 2018 sempre con la maglia del Degerfors, ma i suoi 11 gol realizzati nelle 17 partite fino a lì disputate hanno indotto il blasonato IFK Göteborg ad acquistarlo già a stagione in corso, senza dunque attendere la scadenza contrattuale di fine anno.
Abraham è così arrivato in Allsvenskan all'età di 27 anni. La sua prima mezza stagione in biancoblu si è conclusa con una rete realizzata in 13 presenze, di cui quattro da titolare. Anche nel corso del campionato successivo ha realizzato una rete, a fronte di 18 partite giocate, di cui 7 da titolare. Nell'Allsvenskan 2020, in una stagione travagliata visto che la squadra ha ottenuto la salvezza solo alla penultima giornata, Abraham ha trovato più spesso un posto da titolare, con 3 gol in 18 apparizioni dal primo minuto e 9 da subentrante.
A partire dal gennaio del 2021 è tornato al Degerfors, il suo precedente club, squadra che si era appena assicurata un posto nell'Allsvenskan 2021 a 23 anni dall'ultima apparizione nella massima serie. Qui ha giocato 18 gare di campionato, metà dalla panchina e metà da subentrante, durante le quali però non ha mai trovato la via del gol.
Dopo aver rescisso con il Degerfors, Abraham si è unito con un contratto triennale ai gotemburghesi dell'Örgryte, scendendo così a giocare nella seconda serie nazionale. Questa parentesi è stata tuttavia condizionata da un problema al tendine di Achille che aveva cominciato a manifestarsi già in passato, nel luglio 2021, ai tempi del Degerfors. Abraham ha gestito il dolore in gran parte delle prime diciotto giornate dell'Örgryte nella Superettan 2022, poi ad agosto si è fermato ed è rientrato in campo oltre un anno dopo, nell'agosto 2023.
Nel gennaio 2024 ha rescisso anticipatamente il contratto che lo legava all'Örgryte ed è tornato a far parte dello Skövde AIK, squadra che nel frattempo stava militando anch'essa in Superettan e che vedeva in rosa anche la presenza di suo fratello minore Elmar.

## Palmarès

### Club

#### Competizioni nazionali
- Coppa di Svezia: 1

IFK Göteborg: 2019-2020